# Walentina Tałyzina
Walentina Illarinowna Tałyzina (ros. Валенти́на Илларио́новна Талы́зина; ur. 22 stycznia 1935, zm. 21 czerwca 2025 w Moskwie) – radziecka i rosyjska aktorka filmowa, teatralna i głosowa. Ludowa Artystka RFSRR.

## Wybrana filmografia

### Role filmowe
- 1968: Taszkient – miasto chleba jako Dodonowa, mama Miszy
- 1968: Zakręt szczęścia jako Alewtina Wasiljewna
- 1972: Na rabunek![3] jako sekretarka Fiediajewa
- 1975: Szczęśliwego Nowego Roku jako Walia, koleżanka Nadii z pracy
- 1981: Śledztwo wykazało[3]
- 1982: Świat dziecka[3]

### Role głosowe
- 1973: Lisica i zając jako Lisica
- 1978: Troje z Prostokwaszyna jako mama Wujka Fiodora
- 1980: Wakacje w Prostokwaszynie jako mama Wujka Fiodora
- 1984: Zima w Prostokwaszynie jako mama Wujka Fiodora